# Stazione di Shōji (Toyonaka)
La stazione di Shōji (少路駅?, Shōji-eki) è una stazione della Monorotaia di Ōsaka situata a Toyonaka.